# Gastrodia theana

A Gastrodia theana é uma espécie de orquídea que não possui clorofila, fato que a impede de realizar a fotossíntese. Sem folhas, ela vive em estado de decadência, como é típico dos fungos.